# Guy-Roger N'Zeng
Guy-Roger N'Zeng (né le 30 mai 1970) est un footballeur gabonais. Il joue au poste de défenseur.

## Carrière
- 1992-1996 :  PetroSport FC
- 1996-1997 :  Orlando Pirates
- 1997-1999 :  Paniliakos Pyrgos
- 1999-2000 :  Orlando Pirates
- 2000-2002 :  AmaZulu FC
- 2002-2003 :  Orlando Pirates
- 2004 :  TP Akwembe
- 2005 :  FC 105 Libreville
- 2006-2008 :  US Oyem
- 2009 :  ASC Mounana[1]